# Wanda Thun
Wanda Maria Thun, ps. „Wandzia” (ur. 21 listopada 1924 w majątku Mrówna k. Łęczycy, zm. 10 sierpnia 2024 w Gdyni) – polska działaczka konspiracji niepodległościowej w czasie II wojny światowej, uczestniczka powstania warszawskiego.

## Życiorys
Urodziła się w rodzinie Juliana Pieńkowskiego (1882–1975) i Zofii z domu Bogusławskiej (1894–1981). Miała przyrodnie rodzeństwo z pierwszego małżeństwa ojca: siostrę Krystynę i brata Andrzeja. Do wybuchu II wojny światowej uczęszczała w Łęczycy do szkoły powszechnej, a następnie do gimnazjum. Mieszkała w internacie szkolnym sióstr urszulanek w Łęczycy.
Podczas okupacji niemieckiej, od lipca 1940 mieszkała w Warszawie, gdzie od września 1940 wznowiła naukę na tajnych kompletach. Przystąpiła do konspiracji niepodległościowej, w ramach której była łączniczką, a następnie sanitariuszką (od 1943 uczyła się w Warszawskiej Szkole Pielęgniarskiej fundacji Rockefellera). W trakcie powstania warszawskiego służyła jako sanitariuszka w ramach V Obwodu (Mokotów) Warszawskiego Okręgu Armii Krajowej w punkcie sanitarnym przy ul. Stępińskiej 42. Po upadku powstania razem z cywilami wyszła ze stolicy, a następnie – przed Pruszkowem – uciekła z kolumny.
Po wojnie udała się do Łodzi, gdzie w 1945 ukończyła liceum i zdała maturę. Następnie kształciła się w Szkole Pielęgniarstwa w Gdańsku, którą ukończyła w marcu 1947. Przez 25 lat pracowała w służbie zdrowia.
18 kwietnia 1949 wyszła za mąż za Jerzego Thuna (1924–1982), żołnierza AK, powstańca warszawskiego, kapitana Żeglugi Wielkiej. Mieli trzy córki: Barbarę, Małgorzatę i Katarzynę.
Zmarła 10 sierpnia 2024 w Gdyni, pochowana 21 sierpnia 2024 na cmentarzu Witomińskim (sektor 55-27-7_1).

## Ordery i odznaczenia
- Krzyż Kawalerski Orderu Odrodzenia Polski (2021)[1]
- Warszawski Krzyż Powstańczy
- Krzyż Armii Krajowej
- Odznaka „Weteran Walk o Wolność i Niepodległość Ojczyzny”
- Odznaka pamiątkowa Akcji „Burza”

Źródło:.